# 白彥虎
白彥虎（1830年2月8日—1882年7月26日），小名白素，經名穆罕默德·阿尤布，陕西人，具体籍贯仍无定论，是领导同治陕甘回变的主要人物，為回民軍十八大營元帥之一，也是左宗棠收复新疆中叛军方的主要将领之一。從1862年至1877年白彥虎多次與清軍作戰。屡屡被左宗棠、刘锦棠率领的清军擊敗，但每次失败后都能够及时逃脱。他从陕西、甘肃、宁夏一路逃到青海、新疆，最终带领2000多回民叛军逃至俄国中亞地区 。到了俄国后後仍在俄国的指使下不断骚扰大清西北边疆。

## 生平

### 陝甘回乱

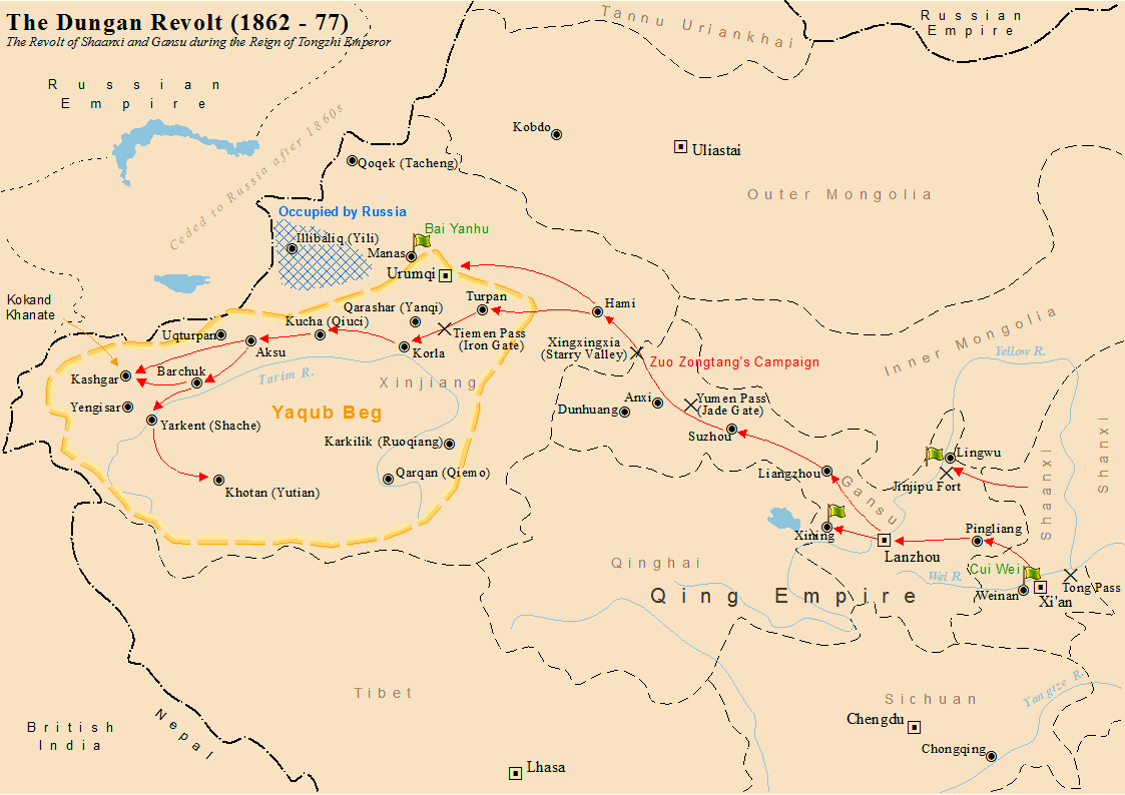
同治陕甘回乱

白彥虎出生于陕西泾阳。据传，青少年时期在北京度过，其父兄为清朝官吏。1861年（咸丰十一年）在山西投效清军。1862年，清政府忙于应付太平天国、捻军等反叛，西北防禦空虚，陝西回民發動暴动，白彦虎也趁机起事。不识字且不是阿訇的白彥虎於1866年被推舉為回民十八大營元帥之一。他骁勇善战，被清军将领多隆阿部在陕西击败后盘踞甘肃东部的董志塬（位于今庆阳市）。1869年3月，十八營再整編為四大營。同年左宗棠、刘锦棠率领的清军攻破董志塬，白彥虎率部投奔宁夏的金積堡（位于今宁夏吴忠市金积镇），依附哲合忍耶教主馬化龍。在宁夏被清军击败后同治九年（1870年）冬，白彥虎率部撤至甘肅河州，後轉赴青海西寧。

### 投靠阿古柏
1872年白彥虎在西寧被清軍擊敗後率軍轉向河西，之後再逃往新疆。白彥虎率部前往新疆途中，为了稳定军心和权力，杀死了自己的嫂子。
英国和俄国希望利用阿古柏而吞并新疆。1873年白彦虎攻占哈密，投靠当时入侵新疆的浩罕汗國人阿古柏。

### 逃入俄国
白彥虎进入新疆后主要活跃于北疆乌鲁木齐、玛纳斯一带。
光緒二年（1876年）左宗棠派刘锦棠入疆平叛。白彥虎奉阿古柏命驻防古牧地（今米泉縣）。8月17日清军攻克古牧地，白彥虎南逃至達坂。8月21日白彦虎逃至金口峽，次日逃到托克遜。
次年春清军攻克吐鲁番，白彥虎西逃至喀喇沙爾。5月28日阿古柏暴毙，白彥虎掘開都河水阻挡清军，10月逃到喀什噶尔。喀什噶尔汉城守军已经复归清朝。12月6日白彥虎和阿古柏的大兒子伯克胡裏所部一起攻击喀什噶尔，但刘锦棠的清军及时赶到，白彥虎回民軍率殘部2000多人白彦虎越過恰克馬克山口逃入俄国，被安置在中亞楚河流域。
白彥虎部在俄国政府支持下重新武装，多次入侵新疆，为清军收复伊犁之战制造障碍，但屡次被刘锦棠击败。清政府要求俄国引渡白彥虎被拒。
光緒八年（1882年）秋于今吉尔吉斯斯坦比什凱克因肺炎病亡。
白彦虎率领的逃入俄国的叛军后代成了今天中亚的東干族的主要组成之一。

## 评价
- 左宗棠：贼中所称虎元帅即白彦虎，盖贼中十八酋之一，凶悍素著者也[8]。
- 易孔昭 ：白彦虎，狡黠异常[9]。
- 《平回志》：唯白彦虎党最狡黠。
- 胡绳：白彦虎原是陕西回民起义的一个头子，起义失败后逃到甘肃，又在同治十二年（1873年）出关到了新疆北部。他率领手下数千兵力，投靠了阿古柏，成为阿古柏的得力打手。[10]
- 王震：阿古柏是从新疆外部打进来的，其实他是沙俄、英帝的走狗，左公带兵出关，消灭阿古柏、白彦虎，收复失地，得到了新疆各族人民的支持，这是抗御外侮，是值得赞扬的。[11][12]
- 白彥虎率领的回军在晚清中西部的叛乱共造成超过2100万人因大屠杀、移民、饥荒和尸体传播的瘟疫而损失。由于冲突，甘肃失去了 74.5%（1455 万）的人口，陕西失去了 44.6%（620 万）的人口，北疆失去了 72.6%（34 万）的人口。[13]在陕甘地区造成十室九空的情形，死亡人数甚至多于第一次世界大战，是一位名副其实的刽子手。